# نوسدورف (شیمگاو)
نوسدورف (به آلمانی: Nußdorf (Chiemgau)) یک شهر در آلمان است که در بایرن واقع شده‌است.

## خصوصیات
نوسدورف ۱۶٫۱۲ کیلومترمربع مساحت دارد ۶۰۳ متر بالاتر از سطح دریا واقع شده‌است.